# Lærerinden
Lærerinden (originaltitel Lust och fägring stor) er en svensk dramafilm instrueret af Bo Widerberg, der også skrev manuskriptet.

## Handling
Bo Widerberg vender tilbage til scenen for sine første filmtriumfer, Malmøs arbejderklassekvarterer under Den 2. Verdenskrig, med denne brede familie- og miljøskildring, der dog fokuserer specielt på en klassisk dreng-bliver-voksen historie. 15-årige Stig forelsker sig i sin 37-årige lærerinde. Et erotisk forhold indledes. Som hun så slutter skødesløst, mens Stig må stå som taberen.

## Medvirkende (i udvalg)
- Johan Widerberg som Stig Santesson
- Marika Lagercrantz som Viola
- Tomas von Brömssen som Kjell
- Nina Gunke som Stigs mor
- Björn Kjellman som Sigge